# Saison 2022-2023 de l'AS Saint-Étienne
Maillots
Chronologie
Saison précédente Saison suivante
Lors de la saison 2022-2023, l'AS Saint-Étienne participe à la Ligue 2 pour la 15e fois à la suite de leur relégation à l'issue de leur défaite en barrage la saison précédente. Une première depuis la remontée en 2004. Le club participe également à la Coupe de France pour la 89e fois.

## Historique

### L'avant-saison
Le 29 mai 2022, au soir de la relégation en Ligue 2 (à la suite de la séance de tirs au but manqué lors des barrages contre l'AJ Auxerre), les deux actionnaires de l'AS Saint-Étienne, Bernard Caïazzo et Roland Romeyer, publient un communiqué revenant sur cet échec et indiquant notamment qu'ils annonceront « dans quelque temps [...] une nouvelle importante concernant l'avenir du club et le [leur] », ; ce passage est ainsi vu par les médias et les supporters comme les prémices du rachat du club par un nouvel actionnaire, le processus de vente ayant officiellement débuté l'année précédente,,.
Quatre jours plus tard, l'AS Saint-Étienne annonce le départ de son entraîneur, Pascal Dupraz,, et son adjoint, Julien Sablé,, tous deux en fin de contrat le 30 juin. Le lendemain, le club stéphanois officialise l'arrivée de Laurent Batlles pour diriger l'équipe première ; celui qui a porté le maillot vert entre 2010 et 2012 avant de devenir recruteur, adjoint de Christophe Galtier et entraîneur de l'équipe réserve jusqu'en 2019 s'engage alors avec l'AS Saint-Étienne pour deux saisons,.

## Les joueurs et le club lors de la saison 2022-2023

### Mercato

#### Mercato d'été
Le 2 juin 2022, l'AS Saint-Étienne officialise le départ de Pascal Dupraz, et Julien Sablé,, respectivement entraîneur principal et entraîneur adjoint, et tous deux en fin de contrat le 30 juin. Le lendemain, Laurent Batlles signe un contrat de deux ans pour prendre les rênes de l'équipe fanion en Ligue 2 ; l'ancien joueur stéphanois entre 2010 et 2012 revient ainsi au club après avoir été recruteur, adjoint de Christophe Galtier et entraîneur de l'équipe réserve jusqu'en 2019,.
| Nom                    | Poste                | Date               | Transfert      | Provenance/Destination  | Division                |
| ---------------------- | -------------------- | ------------------ | -------------- | ----------------------- | ----------------------- |
| Arrivées               |                      |                    |                |                         |                         |
| Laurent Batlles        | Entraîneur principal | 3 juin 2022        | Libre          | -                       | -                       |
| Dylan Chambost         | Milieu de terrain    | 20 juin 2022       | Libre          | ESTAC Troyes            | Ligue 1                 |
| Anthony Briançon       | Défenseur            | 22 juin 2022       | Libre          | Nîmes Olympique         | Ligue 2                 |
| Jimmy Giraudon         | Défenseur            | 24 juin 2022       | Libre          | ESTAC Troyes            | Ligue 1                 |
| Charles Abi            | Attaquant            | 1er juillet 2022   | Retour de prêt | EA Guingamp             | Ligue 2                 |
| Jean-Philippe Krasso   | Attaquant            | 1er juillet 2022   | Retour de prêt | AC Ajaccio              | Ligue 2                 |
| Sergi Palencia         | Défenseur            | 1er juillet 2022   | Retour de prêt | CD Leganés              | LaLiga SmartBank        |
| Mathieu Cafaro         | Milieu de terrain    | 20 juillet 2022    | Prêt           | Standard de Liège       | Jupiler Pro League      |
| Victor Lobry           | Milieu de terrain    | 20 juillet 2022    | Libre          | Pau FC                  | Ligue 2                 |
| Lenny Pintor           | Attaquant            | 4 août 2022        | Transfert      | Olympique lyonnais      | Ligue 1                 |
| Benjamin Bouchouari    | Milieu de terrain    | 16 août 2022       | Transfert      | Roda JC                 | Keuken Kampioen Divisie |
| Matthieu Dreyer        | Gardien de but       | 23 août 2022       | Transfert      | FC Lorient              | Ligue 1                 |
| Ibrahima Wadji         | Attaquant            | 30 août 2022       | Transfert      | Qarabağ FK              | Premyer Liqası          |
| Léo Pétrot             | Défenseur            | 30 août 2022       | Transfert      | FC Lorient              | Ligue 1                 |
| Thomas Monconduit      | Milieu de terrain    | 30 août 2022       | Transfert      | FC Lorient              | Ligue 1                 |
| Départs                |                      |                    |                |                         |                         |
| Pascal Dupraz          | Entraîneur principal | 2 juin 2022        | Fin de contrat | -                       | -                       |
| Arnaud Nordin          | Attaquant            | 13 juin 2022       | Libre          | Montpellier HSC         | Ligue 1                 |
| Romain Hamouma         | Attaquant            | 20 juin 2022       | Libre          | AC Ajaccio              | Ligue 1                 |
| Wahbi Khazri           | Attaquant            | 27 juin 2022       | Libre          | Montpellier HSC         | Ligue 1                 |
| Marvin Tshibuabua      | Défenseur            | 27 juin 2022       | Transfert      | RFC Seraing             | Jupiler Pro League      |
| Bilal Benkhedim        | Milieu de terrain    | 30 juin 2022       | Libre          | Le Puy Foot 43          | National                |
| Paul Bernardoni        | Gardien              | 30 juin 2022       | Retour de prêt | Angers SCO              | Ligue 1                 |
| Ryad Boudebouz         | Milieu de terrain    | 30 juin 2022       | Libre          | Al-Ahli                 | First Division League   |
| Enzo Crivelli          | Attaquant            | 30 juin 2022       | Retour de prêt | İstanbul Başakşehir     | Süper Lig               |
| Assane Dioussé         | Milieu de terrain    | 30 juin 2022       | Libre          | OFI Crète               | Superleague Elláda      |
| Lamine Ghezali         | Attaquant            | 30 juin 2022       | Libre          | Dinamo Bucarest         | Liga II                 |
| Timothée Kolodziejczak | Défenseur            | 30 juin 2022       | Libre          | FC Schalke 04           | Bundesliga              |
| Eliaquim Mangala       | Défenseur            | 30 juin 2022       | Libre          | -                       | -                       |
| Falaye Sacko           | Défenseur            | 30 juin 2022       | Retour de prêt | Vitória SC              | Liga Portugal           |
| Bakary Sako            | Attaquant            | 30 juin 2022       | Libre          | APO Levadiakos          | Superleague Elláda      |
| Sada Thioub            | Attaquant            | 30 juin 2022       | Retour de prêt | Angers SCO              | Ligue 1                 |
| Miguel Trauco          | Défenseur            | 30 juin 2022       | Libre          | Earthquakes de San José | Major League Soccer     |
| Lucas Gourna-Douath    | Milieu de terrain    | 13 juillet 2022    | Transfert      | RB Salzbourg            | Bundesliga              |
| Zaydou Youssouf        | Milieu de terrain    | 4 août 2022        | Transfert      | FC Famalicão            | Liga Portugal           |
| Denis Bouanga          | Attaquant            | 5 août 2022        | Transfert      | Los Angeles FC          | Major League Soccer     |
| Harold Moukoudi        | Défenseur            | 18 août 2022       | Transfert      | AEK Athènes             | Superleague Elláda      |
| Mahdi Camara           | Milieu de terrain    | 26 août 2022       | Prêt           | Stade brestois 29       | Ligue 1                 |
| Yvan Neyou             | Milieu de terrain    | 31 août 2022       | Prêt           | CD Leganés              | LaLiga SmartBank        |
| Maxence Rivera         | Attaquant            | 31 août 2022       | Prêt           | Le Puy Foot 43          | National                |
| Adil Aouchiche         | Milieu de terrain    | 1er septembre 2022 | Transfert      | FC Lorient              | Ligue 1                 |

#### Mercato d'hiver
| Nom                | Poste             | Date             | Transfert | Provenance/Destination | Division            |
| ------------------ | ----------------- | ---------------- | --------- | ---------------------- | ------------------- |
| Arrivées           |                   |                  |           |                        |                     |
| Gaëtan Charbonnier | Attaquant         | 16 décembre 2022 | Transfert | AJ Auxerre             | Ligue 1             |
| Dennis Appiah      | Défenseur         | 3 janvier 2023   | Transfert | FC Nantes              | Ligue 1             |
| Gautier Larsonneur | Gardien           | 5 janvier 2023   | Transfert | Stade brestois 29      | Ligue 1             |
| Kader Bamba        | Attaquant         | 14 janvier 2023  | Prêt      | FC Nantes              | Ligue 1             |
| Niels Nkounkou     | Défenseur         | 14 janvier 2023  | Prêt      | Everton FC             | Premier League      |
| Lamine Fomba       | Milieu de terrain | 28 janvier 2023  | Transfert | Nîmes Olympique        | Ligue 2             |
| Mateo Pavlović     | Défenseur         | 31 janvier 2023  | Prêt      | HNK Rijeka             | Prva Liga           |
| Départs            |                   |                  |           |                        |                     |
| Yvann Maçon        | Défenseur         | 8 décembre 2022  | Prêt      | Paris FC               | Ligue 2             |
| Gabriel Silva      | Défenseur         | 27 janvier 2023  | Libre     | -                      | -                   |
| Abdoulaye Bakayoko | Défenseur         | 28 janvier 2023  | Prêt      | Le Puy Foot 43         | National            |
| Sergi Palencia     | Défenseur         | 30 janvier 2023  | Libre     | Los Angeles FC         | Major League Soccer |
| Charles Abi        | Attaquant         | 6 février 2023   | Libre     | Stade Lausanne Ouchy   | Challenge League    |

### Équipementier et sponsors
Pour cette nouvelle saison, l'AS Saint-Étienne change d'équipementier. Le Coq sportif qui était l'équipementier du club depuis la saison 2015-2016, laisse sa place à l'équipementier danois : Hummel.
L'AS Saint-Étienne change également de sponsor principal cette saison, en passant de ZEbet à Smart Good Things, qui était déjà un partenaire officiel et qui devient le partenaire majeur du club pour trois ans,. ZEbet reste quand même partenaire avec l'AS Saint-Étienne, tout comme Atrihome, ByMyCAR, le département de la Loire, les Piscines Desjoyaux, le Groupe Aésio, le Groupe Casino, WF Invest, le Crédit agricole Loire Haute-Loire, Saint-Étienne Métropole et ASSE Cœur-Vert.

## Statistiques

### Classement des buteurs
| Place | Nom                       | Ligue 2 | Coupe de France | TOTAL |
| 1     | Jean-Philippe Krasso      | 17      | -               | 17    |
| 2     | Ibrahima Wadji            | 12      | -               | 12    |
| 3     | Niels Nkounkou            | 6       | -               | 6     |
| 4     | Mathieu Cafaro            | 5       | -               | 5     |
| 5     | Kader Bamba               | 4       | -               | 3     |
| 6     | Dylan Chambost            | 3       | -               | 3     |
| 6     | Gaëtan Charbonnier        | 3       | -               | 3     |
| 6     | Yvann Maçon               | 3       | -               | 3     |
| 7     | Ayman Aiki                | 1       | -               | 1     |
| 7     | Benjamin Bouchouari       | 1       | -               | 1     |
| 7     | Anthony Briançon          | 1       | -               | 1     |
| 7     | Victor Lobry              | 1       | -               | 1     |
| 7     | Aïmen Moueffek            | 1       | -               | 1     |
| 7     | Louis Mouton              | 1       | -               | 1     |
| 7     | Mickaël Nadé              | 1       | -               | 1     |
| 7     | Léo Pétrot                | 1       | -               | 1     |
| 7     | Lenny Pintor              | 1       | -               | 1     |
| 7     | (csc) But contre son camp | 1       | -               | 1     |

Date de mise à jour : le 3 juin 2023.

### Classement des passeurs décisifs
| Place | Nom                  | Ligue 2 | Coupe de France | TOTAL |
| 1     | Jean-Philippe Krasso | 12      | -               | 12    |
| 2     | Niels Nkounkou       | 7       | -               | 7     |
| 3     | Dylan Chambost       | 4       | -               | 4     |
| 4     | Mathieu Cafaro       | 3       | -               | 3     |
| 5     | Thomas Monconduit    | 2       | -               | 2     |
| 6     | Dennis Appiah        | 1       | -               | 1     |
| 6     | Denis Bouanga        | 1       | -               | 1     |
| 6     | Mahdi Camara         | 1       | -               | 1     |
| 6     | Gaëtan Charbonnier   | 1       | -               | 1     |
| 6     | Victor Lobry         | 1       | -               | 1     |
| 6     | Aïmen Moueffek       | 1       | -               | 1     |
| 6     | Sergi Palencia       | 1       | -               | 1     |
| 6     | Léo Pétrot           | 1       | -               | 1     |
| 6     | Ibrahima Wadji       | 1       | -               | 1     |

Date de mise à jour : le 3 juin 2023.

## Rencontres de la saison

### Matchs amicaux
| Date            | N° | Adversaire                                | Lieu                  | Résultat | Buteurs pour Saint-Étienne      |
| --------------- | -- | ----------------------------------------- | --------------------- | -------- | ------------------------------- |
| 9 juillet 2022  | #1 | Thonon Évian Grand Genève FC (National 2) | L'Étrat               | 3 - 0    | Aiki 48e, Krasso 63e, Maçon 71e |
| 12 juillet 2022 | #2 | Le Puy Foot (National)                    | Puy-en-Velay          | 0 - 1    | Gauthier 19e                    |
| 15 juillet 2022 | #3 | Grenoble Foot 38 (Ligue 2)                | Le Chambon-sur-Lignon | 1 - 1    | Krasso 44e                      |
| 20 juillet 2022 | #4 | Girondins de Bordeaux (Ligue 2)           | Vichy                 | 1 - 1    | Bouanga 88e (pen.)              |
| 23 juillet 2022 | #5 | Angers SCO (Ligue 1)                      | Saumur                | 4 - 1    | Briançon 28e                    |

### Championnat

#### Matchs aller
| Date       | N o | Adversaire             | Lieu | Résultat | Buteurs pour Saint-Étienne       | Points | Place |
| ---------- | --- | ---------------------- | ---- | -------- | -------------------------------- | ------ | ----- |
| 30/07/2022 | J1  | Dijon FCO              | Ext. | 2 - 1    | Aiki 69e                         | -3     | 20    |
| 06/08/2022 | J2  | Nîmes Olympique        | Dom. | 1 - 1    | Krasso 45e (pen.)                | -2     | 20    |
| 15/08/2022 | J3  | US Quevilly            | Ext. | 2 - 2    | Krasso 37e, Cafaro 45e           | -1     | 20    |
| 20/08/2022 | J4  | Le Havre AC            | Dom. | 0 - 6    | -                                | -1     | 20    |
| 27/08/2022 | J5  | Valenciennes FC        | Ext. | 2 - 2    | Maçon 29e, Krasso 47e            | 0      | 20    |
| 30/08/2022 | J6  | SC Bastia              | Dom. | 5 - 0    | Maçon 8e, Krasso 19e 33e 36e 61e | 3      | 19    |
| 05/09/2022 | J7  | Pau FC                 | Ext. | 2 - 2    | Mouton 34e, Pintor 85e (pen.)    | 4      | 19    |
| 10/09/2022 | J8  | Girondins de Bordeaux  | Dom. | 2 - 0    | Wadji 35e, Maçon 66e             | 7      | 15    |
| 17/09/2022 | J9  | EA Guingamp            | Ext. | 2 - 1    | Lobry 81e                        | 7      | 18    |
| 01/10/2022 | J10 | Grenoble Foot 38       | Dom. | 2 - 2    | Chambost 58e, Briançon 65e       | 8      | 18    |
| 10/10/2022 | J11 | FC Sochaux-Montbéliard | Ext. | 2 - 1    | Krasso 69e                       | 8      | 18    |
| 15/10/2022 | J12 | Paris FC               | Dom. | 0 - 2    | -                                | 8      | 19    |
| 22/10/2022 | J13 | Amiens SC              | Ext. | 0 - 1    | Wadji 50e (pen.)                 | 11     | 18    |
| 07/11/2022 | J14 | FC Metz                | Ext. | 3 - 2    | Wadji 24e, Nadé 90+4e            | 11     | 19    |
| 12/11/2022 | J15 | Rodez AF               | Dom. | 0 - 2    | -                                | 11     | 20    |
| 26/12/2022 | J16 | FC Annecy              | Ext. | 2 - 1    | Pétrot 76e                       | 11     | 20    |
| 30/12/2022 | J17 | SM Caen                | Dom. | 1 - 1    | Charbonnier 90+2e                | 12     | 20    |
| 10/01/2023 | J18 | Stade lavallois        | Dom. | 1 - 0    | Cafaro 59e                       | 15     | 20    |
| 16/01/2023 | J19 | Chamois niortais FC    | Ext. | 0 - 1    | Charbonnier 86e                  | 18     | 18    |

#### Matchs retour
| Date       | N o | Adversaire             | Lieu | Résultat | Buteurs pour Saint-Étienne                              | Points | Place |
| ---------- | --- | ---------------------- | ---- | -------- | ------------------------------------------------------- | ------ | ----- |
| 28/01/2023 | J20 | FC Sochaux-Montbéliard | Dom. | 2 - 3    | Krasso 50e (pen.), Charbonnier 78e                      | 18     | 19    |
| 31/01/2023 | J21 | SC Bastia              | Ext. | 2 - 0    | -                                                       | 18     | 19    |
| 04/02/2023 | J22 | FC Annecy              | Dom. | 3 - 2    | Wadji 18e, Krasso 49e, Cafaro 83e                       | 21     | 18    |
| 11/02/2023 | J23 | Dijon FCO              | Dom. | 2 - 0    | Krasso 12e, Bouchouari 39e                              | 24     | 16    |
| 20/02/2023 | J24 | Nîmes Olympique        | Ext. | 1 - 2    | Nkounkou 34e, Wadji 51e                                 | 27     | 15    |
| 25/02/2023 | J25 | Pau FC                 | Dom. | 2 - 0    | Wadji 29e, Krasso 77e (pen.)                            | 30     | 15    |
| 04/03/2023 | J26 | Girondins de Bordeaux  | Ext. | 1 - 1    | Krasso 82e (pen.)                                       | 31     | 13    |
| 11/03/2023 | J27 | Amiens SC              | Dom. | 1 - 1    | Nkounkou 77e                                            | 32     | 13    |
| 18/03/2023 | J28 | Le Havre AC            | Ext. | 2 - 2    | Bamba 68e, Krasso 85e                                   | 33     | 12    |
| 01/04/2023 | J29 | Chamois niortais FC    | Dom. | 2 - 0    | Wadji 51e 71e                                           | 36     | 12    |
| 08/04/2023 | J30 | Paris FC               | Ext. | 2 - 4    | Wadji 1re, Nkounkou 35e 63e, Krasso 69e (pen.)          | 39     | 11    |
| 15/04/2023 | J31 | Grenoble Foot 38       | Ext. | 0 - 2    | Nkounkou 46e, Krasso 80e                                | 42     | 9     |
| 22/04/2023 | J32 | FC Metz                | Dom. | 1 - 3    | Nkounkou 37e                                            | 42     | 10    |
| 29/04/2023 | J33 | Rodez AF               | Ext. | 1 - 1    | Bamba 83e                                               | 43     | 11    |
| 06/05/2023 | J34 | EA Guingamp            | Dom. | 3 - 2    | Moueffek 21e, Cafaro 82e, Wadji 88e                     | 46     | 10    |
| 13/05/2023 | J35 | Stade lavallois        | Ext. | 2 - 1    | Chambost 38e                                            | 46     | 11    |
| 20/05/2023 | J36 | US Quevilly            | Dom. | 4 - 2    | Cafaro 21e, Chambost 66e, Bamba 73e, Cissokho 89e (csc) | 49     | 9     |
| 26/05/2023 | J37 | SM Caen                | Ext. | 2 - 2    | Wadji 15e 23e                                           | 50     | 10    |
| 02/06/2023 | J38 | Valenciennes FC        | Dom. | 2 - 0    | Jean-Philippe Krasso 48e, Bamba 81e                     | 53     | 8     |

#### Classement
| Rang | Équipe                 | Pts | J  | G  | N  | P  | Bp | Bc | Diff | Promotion ou relégation    |
| ---- | ---------------------- | --- | -- | -- | -- | -- | -- | -- | ---- | -------------------------- |
| 6    | EA Guingamp            | 55  | 38 | 15 | 10 | 13 | 51 | 46 | +5   |                            |
| 7    | Paris FC               | 55  | 38 | 15 | 10 | 13 | 45 | 43 | +2   |                            |
| 8    | AS Saint-Étienne R     | 53  | 38 | 15 | 11 | 12 | 63 | 57 | +6   |                            |
| 9    | FC Sochaux-Montbéliard | 52  | 38 | 15 | 7  | 16 | 54 | 41 | +13  | Rétrogradation en National |
| 10   | Grenoble Foot 38       | 51  | 38 | 14 | 9  | 15 | 33 | 36 | −3   |                            |

1. ↑  Retrait de 3 points.

### Coupe de France
La Coupe de France 2022-2023 est la cent-sixième édition de cette compétition à élimination directe mettant aux prises tous les clubs de football amateurs et professionnels à travers la France métropolitaine et les DOM-TOM. Elle est organisée par la FFF et ses ligues régionales.
| Date       | N o     | Adversaire | Lieu | Résultat | Buteurs pour Saint-Étienne |
| ---------- | ------- | ---------- | ---- | -------- | -------------------------- |
| 29/10/2022 | 7e tour | Rodez AF   | Ext. | 0 - 0    |                            |

### Affluence
Avec une moyenne de 22 096 spectateurs à domicile, l'AS Saint-Étienne réalise la meilleure moyenne de la saison 2022-2023 en Ligue 2. La plus grosse affluence de la saison est mesurée lors du dernier match de la saison, le 2 juin 2023, à l'occasion d'une rencontre contre le Valenciennes FC, où 39 873 spectateurs se rendent au stade Geoffroy-Guichard.
Sur l'ensemble de la saison, 331 439 spectateurs se sont rendus au stade lors des matchs à domicile, ce qui en fait le deuxième meilleur total derrière les Girondins de Bordeaux, autre club relégué de Ligue 1 en début de saison.
Ces chiffres sont à mettre en lien avec la sanction visant les tribunes du stade Geoffroy-Guichard, sanctionnées de quatre matchs ferme à huis clos après les incidents contre l'AJ Auxerre en fin d'année précédente.